# Зелёные бактерии
Зелёные бактерии — группа неподвижных грамотрицательных бактерий, способных к фотосинтезу. Их особенностью является отсутствие тилакоидов, вместо них зелёные бактерии имеют мембранные структуры — хлоросомы, тесно соприкасающиеся с цитолеммой.
Среди зелёных бактерий различают:
- зелёных серобактерий (Chlorobia) — анаэробы, фотолитоавтотрофы или фотолитомиксотрофы
- зелёных нитчатых бактерий (Chloroflexia) — факультативные анаэробы, обычно фотоорганогетеротрофы